# Liste des députés européens de Grèce de la 8e législature

Cet article présente la liste des députés européens de Grèce de la 8e législature (2014-2019).

## Liste
| Nom                                                                                                 | Parti | Groupe parlementaire européen |
| --------------------------------------------------------------------------------------------------- | --- | ----------------------------- |
| Manolis Glézos (Démission le 7 juillet 2015) Nikólaos Chountís (À partir du 20 juillet 2015)        | SYRIZA Unité populaire                                                                                                   | GUE/NGL                       |
| Sofia Sakorafa                                                                                      | SYRIZA (jusqu'en décembre 2015) Indépendante (de décembre 2015 à janvier 2019) DiEM25                                    | GUE/NGL                       |
| Dimítrios Papadimoúlis                                                                              | SYRIZA | GUE/NGL                       |
| Konstantina Kouneva                                                                                 | SYRIZA | GUE/NGL                       |
| Geórgios Katroúgalos (Démission le 26 janvier 2015) Stélios Koúloglou (À partir du 27 janvier 2015) | SYRIZA | GUE/NGL                       |
| Konstantínos Chrysógonos                                                                            | SYRIZA (jusqu'en octobre 2017) Indépendant                                                                               | GUE/NGL                       |
| María Spyráki                                                                                       | Nouvelle Démocratie | PPE                           |
| Manólis Kefaloyiánnis                                                                               | Nouvelle Démocratie | PPE                           |
| Eliza Vozemberg                                                                                     | Nouvelle Démocratie | PPE                           |
| Yórgos Kýrtsos                                                                                      | Nouvelle Démocratie | PPE                           |
| Theódoros Zagorákis                                                                                 | Nouvelle Démocratie | PPE                           |
| Lambros Foundoulis                                                                                  | Aube dorée | NI                            |
| Lambros Foundoulis                                                                                  | Aube dorée | NI                            |
| Elefthérios Synadinos                                                                               | Aube dorée (jusqu'en avril 2018) Indépendant (d'avril à juin 2018) Union radicale patriotique (el)                       | NI                            |
| Éva Kaïlí                                                                                           | L'Olivier (PASOK) | S&D                           |
| Nikos Androulakis                                                                                   | L'Olivier (PASOK) | S&D                           |
| Yórgos Grammatikákis                                                                                | La Rivière | S&D                           |
| Míltos Kírkos                                                                                       | La Rivière | S&D                           |
| Konstantínos Papadákis                                                                              | Parti communiste (KKE)                                                                                                   | NI                            |
| Sotirios Zarianopoulos                                                                              | Parti communiste (KKE)                                                                                                   | NI                            |
| Nótis Mariás                                                                                        | Grecs indépendants (ANEL) (jusqu'en janvier 2015) Indépendant (de janvier 2015 à mars 2017) Grèce, une route alternative | CRE                           |